# Platymicrus
Platymicrus is een geslacht van wantsen uit de familie van de Reduviidae (Roofwantsen). Het geslacht werd voor het eerst wetenschappelijk beschreven door Ernst Evald Bergroth in 1903.

## Soorten
Het genus bevat de volgende soorten:

- Platymicrus albiventris Bergroth, 1903
- Platymicrus aneuroides Breddin, 1905
- Platymicrus capitainei Villiers, 1966
- Platymicrus latus Villiers, 1948